# FTP!
ФТП! (енгл. Fuck The Pigz) је српска хип хоп група из Београда. Они припадају, тзв. другом таласу српског репа.